# Dinamo Moscú (waterpolo)
El Dynamo Moscú es un club polideportivo ruso, que tiene una sección de waterpolo, con sede en la ciudad de Moscú.

## Historia
Entre los deportistas destacados que jugaron en sus filas está: Pyotr Mshvenieradze.

## Palmarés
- 11 veces campeón de la liga de la Unión Soviética de waterpolo masculino (1955, 1957, 1958, 1960, 1961, 1962, 1968, 1969, 1985, 1986, 1987)
- 9 veces campeón de la liga de Rusia de waterpolo masculino (1994, 1995, 1996, 1998, 2000, 2001, 2002, 2018, 2019)
- 9 veces campeón de la copa de Rusia de waterpolo masculino (1994, 1995, 1996, 1997, 1999, 2016, 2018, 2019, 2020)
- 2 veces campeón de la recopa de Europa de waterpolo masculino (1985, 2000)[2]